# Синхронне плавання на Чемпіонаті світу з водних видів спорту 2017 — група, технічна програма
Змагання з синхронного плавання в технічній програмі груп на Чемпіонаті світу з водних видів спорту 2017 відбулись 16 і 18 липня.

## Результати
Попередній раунд розпочався 16 липня о 19:00. Фінал відбувся 18 липня об 11:00.
Зеленим позначено фіналістів
| Місце | Країна         | Попередній раунд | Попередній раунд | Фінал            | Фінал            |
| Місце | Країна         | Очки             | Місце            | Очки             | Місце            |
| ----- | -------------- | ---------------- | ---------------- | ---------------- | ---------------- |
| 1     | Росія          | 95.0121          | 1                | 96.0109          | 1                |
| 2     | Китай          | 93.0711          | 2                | 94.2165          | 2                |
| 3     | Японія         | 91.7484          | 3                | 93.1590          | 3                |
| 4     | Україна        | 91.4917          | 4                | 92.3596          | 4                |
| 5     | Італія         | 89.5587          | 5                | 90.7617          | 5                |
| 6     | Іспанія        | 88.8044          | 6                | 88.4687          | 6                |
| 7     | Канада         | 86.4407          | 7                | 86.2044          | 7                |
| 8     | Мексика        | 85.4788          | 8                | 85.9664          | 8                |
| 9     | Греція         | 83.8569          | 9                | 83.9112          | 9                |
| 10    | Північна Корея | 83.6271          | 10               | 83.4354          | 10               |
| 11    | США            | 82.1080          | 11               | 82.8546          | 11               |
| 12    | Білорусь       | 81.6227          | 12               | 82.2796          | 12               |
| 13    | Швейцарія      | 81.0684          | 13               | Завершили виступ | Завершили виступ |
| 14    | Німеччина      | 76.9929          | 14               | Завершили виступ | Завершили виступ |
| 15    | Угорщина       | 76.9077          | 15               | Завершили виступ | Завершили виступ |
| 16    | Узбекистан     | 74.8230          | 16               | Завершили виступ | Завершили виступ |
| 17    | Словаччина     | 74.5487          | 17               | Завершили виступ | Завершили виступ |
| 18    | Єгипет         | 73.7861          | 18               | Завершили виступ | Завершили виступ |
| 19    | Сінгапур       | 73.6012          | 19               | Завершили виступ | Завершили виступ |
| 20    | Австралія      | 72.6056          | 20               | Завершили виступ | Завершили виступ |
| 21    | Ізраїль        | 72.3289          | 21               | Завершили виступ | Завершили виступ |
| 22    | Хорватія       | 70.7239          | 22               | Завершили виступ | Завершили виступ |
| 23    | Макао          | 67.0935          | 23               | Завершили виступ | Завершили виступ |
| 24    | Коста-Рика     | 65.2021          | 24               | Завершили виступ | Завершили виступ |